# Conseil de l'île de Tristan da Cunha
Législature 2025-2028
Bâtiment du gouvernement
Le Conseil de l'île de Tristan da Cunha (en anglais : Tristan da Cunha Island Council) est la législature monocamérale de Tristan da Cunha, un archipel du territoire britannique d'outre-mer de Sainte-Hélène, Ascension et Tristan da Cunha situé dans l'océan Atlantique Sud.

## Organisation
L'archipel est doté d'un administrateur nommé par le gouvernement du Royaume-Uni. Le conseil de l'île est composé de douze membres dont huit élus pour trois ans au scrutin direct plurinominal majoritaire et trois nommés par l’administrateur, qui préside le conseil.
Les candidats doivent être âgés d'au moins vingt et un ans, être nés à Tristan da Cunha, y être domiciliés et en avoir été résidents durant les trois années précédentes. Au moins un membre élu doit être une femme. Si les huit candidats arrivés en tête sont tous des hommes, celui ayant recueilli le moins de voix est remplacé par la candidate en ayant recueilli le plus. Au cas où aucune femme ne serait candidate, une élection supplémentaire a lieu pour le siège, pour laquelle seules sont admises les femmes candidates.

### Chef du Conseil
Sur les huit élus, l'un des conseillers cumule son mandat à celui de chef du Conseil (Chief Islander). Ce dernier est le représentant de la communauté et partage les tâches exécutives avec l'administrateur, qu'il remplace en cas d'absence,.

### Modalités
Les candidats aux législatives peuvent se déclarer candidats au poste de chef du conseil indépendamment des élections des simples conseillers. Concrètement, les bulletins se composent ainsi d'une liste des candidats conseillers, par ordre alphabétique, suivie d'une seconde liste séparée comportant les noms des candidats chef du conseil. Ces derniers peuvent figurer sur les deux listes. L'électeur coche un maximum de huit noms de conseillers, ainsi que le nom d'un chef du conseil et les candidats ayant recueilli le plus de voix sont élus.
Lors de sa première séance, le conseil nouvellement élu choisit en son sein un vice-président du conseil (Deputy President of Council), qui ne peut cependant pas être le membre déjà élu chef du conseil.

## Composition

### Conseillers actuels
| Membres élus    | Membres élus                                                                                               |
| --------------- | --- |
| Chef du Conseil | Ian Lavarello                                                                                              |
| Conseillers     | Simon Glass Ian Lavarello Larry Swain Iris Green Rodney Green Steve Swain Lorraine Repetto Randall Repetto |
| Membres nommés  | |
| Conseillers     | Allan Swain Janine Lavarello Vera Glass                                                                    |

### Liste des chefs du conseil

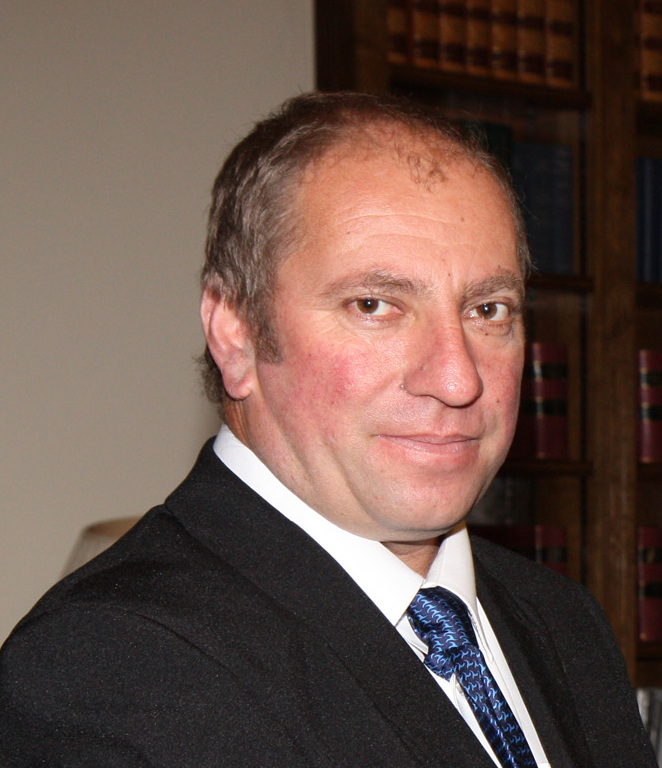
Ian Lavarello, chef du Conseil depuis 2025.

| Titulaire     | Début | Fin      |
| ------------- | ----- | -------- |
| Harold Green  | 1970  | 1973     |
| Albert Glass  | 1973  | 1979     |
| Harold Green  | 1979  | 1982     |
| Albert Glass  | 1982  | 1985     |
| Harold Green  | 1985  | 1988     |
| Anne Green    | 1988  | 1991     |
| Lewis Glass   | 1991  | 1994     |
| James Glass   | 1994  | 2003     |
| Anne Green    | 2003  | 2007     |
| Conrad Glass  | 2007  | 2010     |
| Ian Lavarello | 2010  | 2019     |
| James Glass   | 2019  | 2025     |
| Ian Lavarello | 2025  | en cours |